# Lygromma taruma
Espèce
Lygromma taruma est une espèce d'araignées aranéomorphes de la famille des Prodidomidae.

## Distribution
Cette espèce est endémique d'Amazonas au Brésil,. Elle se rencontre vers Manaus .

## Description
Le mâle holotype mesure 3,27 mm.

## Systématique et taxinomie
Cette espèce a été décrite par Brescovit et Bonaldo en 1998.

## Étymologie
Son nom d'espèce lui a été donné en référence au lieu de sa découverte, le rio Tarumã-Mirim.

## Publication originale
- Brescovit & Bonaldo, 1998 : « Uma espécie nova de Lygromma (Araneae, Prodidomidae) e descrição das fêmeas de L. gasnieri e L. huberti. » Revista Brasileira de Entomologia, vol. 41, no 2/4, p. 137-139.